# Közönséges dajkabéka
A közönséges dajkabéka vagy bábabéka (Alytes obstetricans) a kétéltűek (Amphibia) osztályának a békák (Anura) rendjébe, ezen belül a korongnyelvűbéka-félék (Discoglossidae) családjába tartozó faj.

## Előfordulása
A közönséges dajkabéka Közép-Európa nyugati részén, Franciaországban és az Ibériai-félszigeten fordul elő. Az állomány csökken, mivel az ember tönkreteszi a dajkabéka élőhelyét és a kifejlődéséhez szükséges pocsolyákat. Egyes vidékeken fogságban tenyésztik a dajkabékákat, hogy azután megfelelő helyeken szabadon bocsássák őket.

## Megjelenése
A kifejlett közönséges dajkabéka hossza 4-7 centiméter. A béka bőrének színe szürkés-sárgás, és alig sötétebb foltok díszítik. A dajkabéka hátát mérges szemölcsök borítják, amelyek a petéket védelmezik. A dajkabéka nyelve – sok egyéb kétéltű hosszú, vékony nyelvével ellentétben – kerek és lapos.

## Életmódja

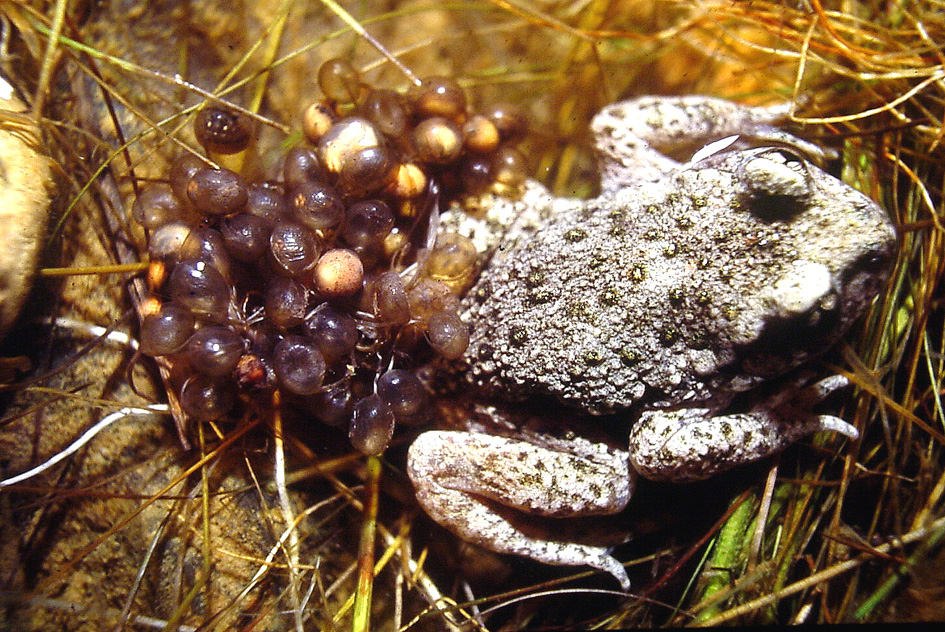
Hím dajkabéka a hátsó lábaira tekert petezsínórokkal

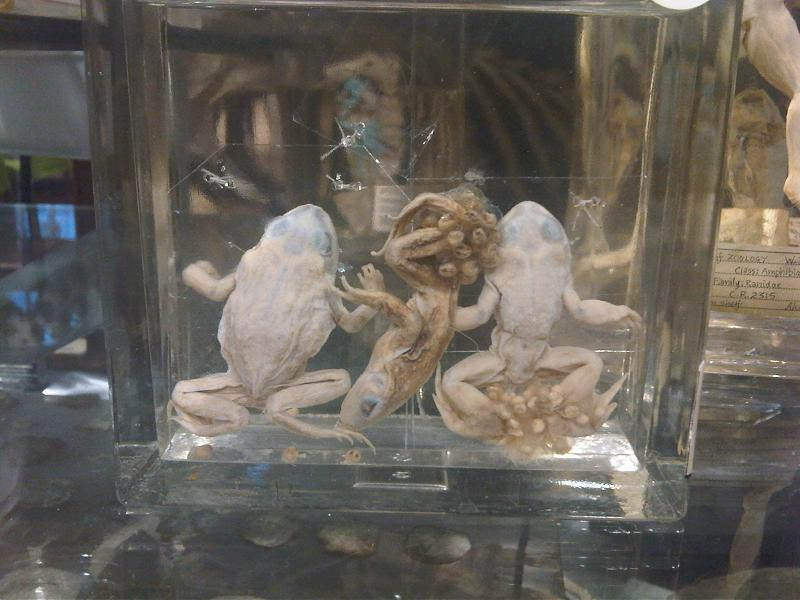
Tartósított kifejlett közönséges dajkabékák petékkel, egy londoni múzeumban

Az állat magányos vagy kis csoportokban él. Közép-Európában dermedtségben vészeli át a telet. Tápláléka kis rovarokból áll. A közönséges dajkabéka legkevesebb 5 évig él.

## Szaporodása
Az ivarérettséget 12-18 hónapos korban éri el. A párzási időszak április–november között van. A nőstény több, egyenként 60 petéből álló fürtöt rak. A peték hosszú szálakkal kapcsolódnak egymáshoz. E szálakat a hím hátsó lábaira tekeri. Ha már kifejlődtek az ebihalak, és képesek gondoskodni magukról, a hím a vízbe engedi őket. Mintegy 8 hónap, vagy valamivel rövidebb idő telik el, mire a petéből az ebihalon keresztül béka lesz.